# 윤석열 정부
윤석열 정부(尹錫悅 政府, 2022년 5월 10일~2025년 4월 4일)는 2022년 3월 9일 실시된 제20대 대통령 선거에서 국민의힘 윤석열 후보가 당선되어 출범한 대한민국 제6공화국의 여덟 번째 정부이다. 윤석열 대통령을 수반으로 하는 대한민국 정부로서 2022년 5월 10일 대통령 임기 5년의 여정이 시작되었으나 위헌적인 비상계엄으로 인해 파면되었다.
국민의힘 지지자들이 박근혜 전 대통령을 구속한 윤석열이 "문재인ㆍ이재명 구속"만 간절히 바랬으나 탈북자 강제 북송은 외교ㆍ안보 라인만 기소하여 법원이 선고유예를 했을 뿐 실질적 책임자인 문재인 전 대통령은 검찰이 봐 주고 법원이 3년동안 재판을 지체하면서 이재명은 국회에서 정부와 대립각을 세우고 전공의와 의과대학 증원 문제로 갈등을 빚는 등으로 국정 수행의 어려움을 겪으며 여론의 지지를 받지 못했던 윤석열 대통령이 헌법에 의하여 대통령에게 부여된 국가비상사태를 선포하였으나 곧 국회에서 "위헌적인 계엄"이라는 이유로 계엄 해제를 요구하여 계엄을 해제한 이후 더불어민주당이 주도한 국회에서 윤석열 대통령에 대해 2024년 12월 14일 탄핵소추하여 직무가 정지되고 헌법재판소가 2025년 4월 4일 탄핵을 인용하면서 윤석열 대통령이 파면되고 권한대행 체제가 유지되었다. 헌법에 의하면 '대통령이 궐위나 사고로 직무를 수행할 수 없을 때 국무총리 등이 권한을 대행한다'고 정하고 있으나 대통령이 탄핵소추되어 직무가 정지되었을 때 한덕수 국무총리가 대통령 권한을 대행하였고 한덕수 권한대행도 탄핵소추되자 최상목 경제부총리가 대통령 권한을 대행하다 사퇴하여 헌법재판소에서 탄핵이 기각된 한덕수가 국무총리 직무에 복귀하여 대통령 권한을 대행하다 파면된 대통령의 헌법재판관 임명권을 행사하다 국회가 방해하고 헌법재판소가 헌법재판관 임명 금지 가처분 신청을 인용하면서 모든 공직을 사퇴하자 이주호 사회부총리가 제21대 대통령 선거에서 차기 당선자가 선출될 때까지 대통령 권한을 대행하였다.

## 내각 구성
- 윤석열 정부 하에서 임명된 사람만 나열함.
- 기울임 글씨: 권한대행, 직무대행

| 직책                          | 성명   | 임기                                                                         |
| ----------------------------- | ------ | ---------------------------------------------------------------------------- |
| 대통령                        | 윤석열 | 2022년 5월 10일 ~ 2025년 4월 4일 (직무정지 기간 포함, 파면)                  |
| 대통령                        | 한덕수 | 2024년 12월 14일~2024년 12월 27일, 2025년 3월 24일~2025년 5월 1일 (권한대행) |
| 대통령                        | 최상목 | 2024년 12월 27일~2025년 3월 24일 (권한대행)                                  |
| 대통령                        | 이주호 | 2025년 5월 2일~ 2025년 6월 4일 (권한대행)                                    |
| 국무총리                      | 추경호 | 2022년 5월 12일~ 2022년 5월 20일 (국무총리 직무대행)                         |
| 국무총리                      | 한덕수 | 2022년 5월 21일~2025년 5월 1일                                               |
| 국무총리                      | 최상목 | 2024년 12월 27일~2025년 3월 24일 (국무총리 직무대행)                         |
| 국무총리                      | 이주호 | 2025년 5월 2일~2025년 7월 2일 (국무총리 직무대행)                            |
| 국무위원                      |        |                                                                              |
| 직책                          | 성명   | 임기                                                                         |
| 경제부총리 겸 기획재정부 장관 | 추경호 | 2022년 5월 10일~2023년 12월 28일                                             |
| 경제부총리 겸 기획재정부 장관 | 최상목 | 2023년 12월 29일~2025년 5월 2일                                              |
| 사회부총리 겸 교육부 장관     | 박순애 | 2022년 7월 5일~2022년 8월 8일                                                |
| 사회부총리 겸 교육부 장관     | 이주호 | 2022년 11월 7일~                                                             |
| 과학기술정보통신부 장관       | 이종호 | 2022년 5월 10일~2024년 8월 16일                                              |
| 과학기술정보통신부 장관       | 유상임 | 2024년 8월 16일~                                                             |
| 외교부 장관                   | 박진   | 2022년 5월 12일~2024년 1월 9일                                               |
| 외교부 장관                   | 조태열 | 2024년 1월 10일~                                                             |
| 통일부 장관                   | 권영세 | 2022년 5월 13일~2023년 7월 28일                                              |
| 통일부 장관                   | 김영호 | 2023년 7월 28일~                                                             |
| 법무부 장관                   | 한동훈 | 2022년 5월 17일~2023년 12월 21일                                             |
| 법무부 장관                   | 박성재 | 2024년 2월 22일 ~2025년 6월 4일                                              |
| 국방부 장관                   | 이종섭 | 2022년 5월 10일~2023년 10월 7일                                              |
| 국방부 장관                   | 신원식 | 2023년 10월 7일~2024년 9월 6일                                               |
| 국방부 장관                   | 김용현 | 2024년 9월 6일~2024년 12월 5일                                               |
| 행정안전부 장관               | 이상민 | 2022년 5월 12일~2024년 12월 8일                                              |
| 국가보훈부 장관               | 박민식 | 2023년 6월 5일~2023년 12월 25일                                              |
| 국가보훈부 장관               | 강정애 | 2023년 12월 26일~                                                            |
| 문화체육관광부 장관           | 박보균 | 2022년 5월 13일~2023년 10월 7일                                              |
| 문화체육관광부 장관           | 유인촌 | 2023년 10월 7일~                                                             |
| 농림축산식품부 장관           | 정황근 | 2022년 5월 10일~2023년 12월 28일                                             |
| 농림축산식품부 장관           | 송미령 | 2023년 12월 29일~                                                            |
| 산업통상자원부 장관           | 이창양 | 2022년 5월 12일~2023년 9월 19일                                              |
| 산업통상자원부 장관           | 방문규 | 2023년 9월 20일~2024년 1월 4일                                               |
| 산업통상자원부 장관           | 안덕근 | 2024년 1월 4일~                                                              |
| 보건복지부 장관               | 조규홍 | 2022년 10월 4일~                                                             |
| 환경부 장관                   | 한화진 | 2022년 5월 10일~2024년 7월 24일                                              |
| 환경부 장관                   | 김완섭 | 2024년 7월 24일~                                                             |
| 고용노동부 장관               | 이정식 | 2022년 5월 10일~2024년 8월 29일                                              |
| 고용노동부 장관               | 김문수 | 2024년 8월 29일~2025년 4월 8일                                               |
| 여성가족부 장관               | 김현숙 | 2022년 5월 17일~2024년 2월 22일                                              |
| 국토교통부 장관               | 원희룡 | 2022년 5월 13일~2023년 12월 25일                                             |
| 국토교통부 장관               | 박상우 | 2023년 12월 26일~                                                            |
| 해양수산부 장관               | 조승환 | 2022년 5월 10일~2023년 12월 28일                                             |
| 해양수산부 장관               | 강도형 | 2023년 12월 29일~                                                            |
| 중소벤처기업부 장관           | 이영   | 2022년 5월 12일~2023년 12월 28일                                             |
| 중소벤처기업부 장관           | 오영주 | 2023년 12월 29일~                                                            |
| 기타 장관급 중앙행정기관장    |        |                                                                              |
| 직책                          | 성명   | 임기                                                                         |
| 국가정보원장                  | 김규현 | 2022년 5월 26일~2023년 11월 26일                                             |
| 국가정보원장                  | 조태용 | 2024년 1월 16일~2025년 6월 4일                                               |
| 대통령비서실장                | 김대기 | 2022년 5월 10일~2023년 12월 28일                                             |
| 대통령비서실장                | 이관섭 | 2023년 12월 29일~2024년 4월 22일                                             |
| 대통령비서실장                | 정진석 | 2024년 4월 22일~2025년 6월 4일                                               |
| 대통령비서실 정책실장         | 이관섭 | 2023년 11월 30일~2023년 12월 28일                                            |
| 대통령비서실 정책실장         | 성태윤 | 2023년 12월 29일~2025년 6월 4일                                              |
| 국가안보실장                  | 김성한 | 2022년 5월 10일~2023년 3월 29일                                              |
| 국가안보실장                  | 조태용 | 2023년 3월 29일~2023년 12월 31일                                             |
| 국가안보실장                  | 장호진 | 2024년 1월 1일~2024년 8월 12일                                               |
| 국가안보실장                  | 신원식 | 2024년 8월 12일~2025년 6월 4일                                               |
| 국무조정실장                  | 방문규 | 2022년 6월 7일~2023년 8월 22일                                               |
| 국무조정실장                  | 방기선 | 2023년 8월 23일~2025년 6월 24일                                              |
| 국가보훈처장                  | 박민식 | 2022년 5월 13일~2023년 6월 4일                                               |
| 검찰총장                      | 이원석 | 2022년 9월 16일~2024년 9월 13일                                              |
| 검찰총장                      | 심우정 | 2024년 9월 13일~2025년 7월 4일                                               |
| 방송통신위원회 위원장         | 이동관 | 2023년 8월 25일~2023년 12월 1일                                              |
| 방송통신위원회 위원장         | 김홍일 | 2023년 12월 29일~2024년 7월 2일                                              |
| 방송통신위원회 위원장         | 이진숙 | 2024년 7월 31일~                                                             |
| 공정거래위원회 위원장         | 한기정 | 2022년 9월 16일~                                                             |
| 금융위원회 위원장             | 김주현 | 2022년 7월 11일~2024년 7월 31일                                              |
| 금융위원회 위원장             | 김병환 | 2024년 7월 31일~                                                             |
| 국민권익위원회 위원장         | 김홍일 | 2023년 7월 3일~2023년 12월 22일                                              |
| 국민권익위원회 위원장         | 유철환 | 2024년 1월 10일 ~                                                            |

## 인사

### 2022년
2022년 4월 3일 국무총리 후보자에 제38대 국무총리를 역임한 한덕수 전 총리를 지명하였다.
2022년 4월 10일 1차 내각 인사를 발표하였다. 경제부총리 겸 기획재정부 장관에 추경호, 과학기술정보통신부 장관에 이종호, 국방부 장관에 이종섭, 문화체육관광부 장관에 박보균, 산업통상자원부 장관에 이창양, 보건복지부 장관에 정호영, 여성가족부 장관에 김현숙, 국토교통부 장관에 원희룡 후보자를 각각 지명하였다.
이어 4월 13일, 2차 발표를 통하여 사회부총리 겸 교육부 장관에 김인철, 외교부 장관에 박진, 통일부 장관에 권영세, 행정안전부 장관에 이상민, 환경부 장관에 한화진, 해양수사부 장관에 조승환, 중소벤처기업부 장관에 이영 후보자를 각각 지명하였다.
다음 날인 14일 농림수산식품부 장관에 정황근, 고용노동부장관에 이정식 후보자를 각각 지명하며 인선을 마무리하였다.
2022년 5월 3일 여러 의혹이 불거진 김인철 사회부총리 겸 교육부 장관 후보자가 자진 사퇴하였다.
2022년 5월 10일 취임한 윤석열 대통령은 이날 추경호 경제부총리 겸 기획재정부 장관을 비롯하여, 이종호 과학기술정보통신부 장관, 이종섭 국방부 장관, 한화진 환경부 장관, 이정식 고용노동부 장관, 정황근 농림축산식품부 장관, 조승환 해양수산부 장관 등 7명을 공식 임명하였다. 5월 12일 오전에는 박진 외교부 장관, 이상민 행정안전부 장관 임명이 강행되었다.그리고 같은날 이창양, 이영 장관 후보자의 청문 보고서가 채택되으며, 이날 저녁 이창양 산업자원부 장관과 이영 중소벤치기업부 장관이 추가 임명되었다. 이에 따라 5월 12일까지 18개 정부 부처 중 11개 부처 장관이 임명되었다. 한덕수 총리 후보자 임명동의안 표결은 본회의 일정에 대한 여야간 합의가 안되며 지연되었다.
2022년 5월 13일에는 인사청문보고서가 채택된 권영세 통일부 장관을 임명하고, 박보균 문화체육관광부 장관과 원희룡 국토교통부 장관의 임명을 강행하였다. 이날까지 18개 부처 중 14개 부처 장관이 임명되었으며, 4개 부처가 남았다.
2022년 5월 17일, 한동훈 법무부 장관·김현숙 여성가족부 장관 임명이 강행되었다. 한편, 정호영 보건복지부 장관 후보자는 임명이 보류되었다. 이에 따라 18개 부처 중 교육부·보건복지부를 제외한 16개 부처의 장관이 임명되었다.  그리고 같은 날인 5월 17일, 여·야는 오는 5월 20일 본회의 개최와 한덕수 국무총리 후보자 인준안 표결에 합의하였다.
2022년 5월 20일 국회 본회의에서 한덕수 국무총리 후보자 임명동의안이 가결(재석 250명, 찬성 208, 반대 36, 기권 6)되었으며, 5월 21일 윤석열 대통령이 한덕수 국무총리를 임명하였다. 지난 4월 3일 국무총리 후보자에 지명한 지 48일 만이다.
2022년 5월 23일 정호영 보건복지부장관 후보자가 자진 사퇴하였으며, 5월 26일 윤석열 대통령은 새로운 교육부 장관 후보자에 박순애 서울대 행정대학원 교수, 보건복지부 장관 후보자에 김승희 전 국회의원을 각각 지명하였다.
2022년 7월 4일 김승희 보건복지부 장관 후보자가 자진 사퇴하였다. 그리고 이 날 윤석열 대통령이 박순애 교욱부 장관 겸 부총리 임명안을 재가하며, 임명 강행되었다. 7월 28일 기준 보건복지부 장관 공백이 두 달을 넘겨 64일이 되면서, 2000년 인사청문회 도입 이후 보건복지부 장관 최장기 공백 기록을 다시 썼다.
박순애 장관은 이후 5세 입학에 대해 일부 국민들이 반발하자 물러났으며, 이는 한달만에 벌어진 윤석열 정부의 첫 낙마 인사이다. 9월 7일에는 조규홍 차관을 복지부 장관 후보자로 지명했다. 9월 29일 낮에는 공석이던 교육부장관에 이주호를 지명했는데 앞서 며칠 전인 2022년 9월 윤석열 대통령 해외 순방에서 일어난 논란에 대해 더불어민주당은 박진 장관에 책임을 물어 9월 29일 저녁 해임건의안을 통과시켰다. 그러나 윤석열 대통령은 이러한 해임건의안에 거부를 표명하였다.

### 2023년
2월 8일에는 이태원 참사에 대한 책임을 묻는 야당에 의해 이상민 행정안전부 장관에 대한 탄핵소추안이 가결되었다.
7월 25일에는 이상민 행정안전부 장관에 대한 탄핵소추안이 헌법재판소 전원 합의로 기각되었다.
김현숙 여성가족부 장관이 사의를 표명한 가운데, 후임으로 2023년 9월 13일에 윤석열 대통령은 김행 국민의힘 비대위원을 지명하였다. 그러나 강서구청장 선거에서 김태우 후보가 낙선하면서, 이를 언급하며 여가부장관 후보자에서 자진 사퇴를 선언하였다.
2023년 10월, 해병대 채상병 사망 사건 발생에 따라서 이종섭 국방부 장관이 사임하고, 주호주 대한민국 대사로 임명되었다. 이에 신원식 국회의원이 국방부 장관으로 지명되었으며, 청문회 여야는 보고서 채택에 합의하지 못한 상황에서 윤 대통령이 임명하였다. 유인촌 전 문화체육관광부 장관 또한 다시 문체부 장관으로 임명되었다.
11월에는 김명수 합참의장 후보자에 대한 보고서가 채택되지 않은 가운데 윤 대통령의 임명 재가가 이뤄졌다.

### 2024년
9월 초에는 윤석열 대통령은 김용현 대통령경호처장을 국방부 장관으로, 안창호 전 헌법재판관을 국가인권위원장으로 임명을 재가하였다.
12월 3일에는 위헌.위법적인 비상계엄이 윤석열 대통령에 의해 기습적으로 선포되었으며, 12월 4일 새벽에 국회의 계엄령 해제 요구 결의안이 통과되었다. 계엄령의 후폭풍으로 인하여 대한민국 대통령실의 수석비서관 모두가 윤 대통령에게 사의를 표했고, 국무회의 국무위원 전원이 한덕수 총리에게 사의를 표명하였다.
12월 6일에는 박선영 전 국회의원을 대한민국 진실·화해를위한과거사정리위원회 위원장으로 임명하였다.
12월 14일 대통령 탄핵소추 가결로 윤석열 대통령의 임기가 정지되었다.
12월 27일 국무총리 탄핵소추 가결로 한덕수 국무총리의 임기가 정지되었다.

### 2025년
1월 15일 윤석열 대통령이 체포되었다.
3월 8일 윤석열 대통령이 구속된지 53일만에 법원에서 구속취소로 서울구치소에서 저녁무렵쯤 석방되었다.
3월 24일 헌법재판소가 한덕수 국무총리 탄핵을 기각하여 한덕수 국무총리가 직무에 복귀하였다.
4월 4일 헌법재판소가 8인 전원 일치로 윤석열 대통령을 파면하였다.

## 주요 사건
| - 대한민국 제20대 대통령 선거 - 아베 총리 통일교 관련 암살자 논란 - 국회 국정감사 전기차 화재 대두 - 이태원 압사 사고 - 2022년 한미 정상회담 - 한남동 대통령 관저 이사 - MBC 기자 대통령 전용기 탑승불가 통보 - 대통령 도어스테핑 중단 - 아동 성범죄자 조두순 출소 - 빌라왕 전세사기 급부상 - 이명박 전 대통령 특별 사면 - 완도 일가족 실종사건 - 조국 교수 1심 패소 - 테라·루나 대표, 몬테네그로에서 체포 - 코로나 19 3급 감염병으로 하향 - 나로호 큐브 위성 사출 - 서이초등학교 교사 사망 사건 - 캠프 데이비드 한미일 정상회담 - 유대교 명절 휴일 기습 - 경복궁 월대 복원 일반공개 - 중국발 감기약 사재기 논란 - 영국 국왕 첫 국빈 초청 - 2030 엑스포 부산 유치 1차 투표 탈락 - 건설사 부동산PF 부실 도미노 - 2023년 윤석열의 우크라이나 방문 | - 코로나 19 임시 선별검사소 철거 - 민주당 대표 이재명 피습 - 아시안컵 4강 탈락 - 2024년 의료정책 추진 반대 집단행동 - 대한민국 제22대 국회의원 선거 - 2024년 대한민국 쿠데타 - 윤석열 대통령 탄핵소추 - 한덕수 국무총리 탄핵소추 - 윤석열 체포 - 윤석열 탄핵심판/윤석열 파면 - 윤석열 석방 - 한덕수 국무총리 탄핵 기각 - 2025년 의성-안동 산불 |

## 같이 보기
- 윤석열 정부의 국무위원
- 대한민국 제20대 대통령 선거
- 윤석열 대통령 취임식
- 제8회 전국동시지방선거
- 대한민국 제22대 국회의원 선거
- 대한민국 제6공화국
- 2022년 한미정상회담
- 이태원 참사
- 대통령 집무실 용산 이전
- 12.3 계엄
- 윤석열 대통령 탄핵
- 한덕수 국무총리 탄핵소추
- 윤석열 체포
- 2025년 의성-안동 산불